# Jedburgh
Jedburgh (Aussprache ['dʒɛdbərə], Schottisch: Jeddart/Jethart, Schottisch-Gälisch: Deadard) ist eine Stadt in den Scottish Borders und war früher eine Royal Burgh (Stadt mit königlichem Statut – Royal Charter) in der traditionellen Grafschaft Roxburghshire. Die Ruine des Augustinerklosters Jedburgh Abbey und die ehemalige Festung Jedburgh Castle dominieren das Stadtbild.
Jedburgh liegt am Jed Water, einem Zufluss des River Teviot. Die Stadt hat keinen Bahnanschluss, ist aber über die hindurchführende A68 in das britische Fernstraßennetz eingebunden und bildet dort die nächste größere Ansiedlung nördlich des etwa 17 km entfernten Carter Bar auf der schottisch-englischen Grenze.

## Geschichte
Schon im 9. Jahrhundert baute Bischof Ecgred von Lindisfarne hier eine Kirche, unter der Herrschaft von König David I. von Schottland wurde zwischen 1118 und 1138 eine Priorei daraus. Die Augustinermönche kamen aus Beauvais in Frankreich. 1147 wurde die Abtei gegründet, die während der Grenzkriege zwischen England und Schottland im 16. Jahrhundert zerstört und nicht wieder aufgebaut wurde. König Malcolm IV. von Schottland starb hier im Jahre 1165 an den Folgen seines übermäßigen religiösen Fastens.
König David I. errichtete auch die Burg, die 1174 zu den fünf Burgen gehörte, die an die Engländer abgetreten werden mussten. Zwischenzeitlich wieder in schottischem Besitz war sie einige Male auch Königssitz, fiel aber immer wieder an die Engländer, bis sie 1409 als letzte englische Hochburg in Schottland geschleift wurde. Im Laufe der Geschichte war die Festung stets ein Brennpunkt der gegenseitigen Grenzübertretungen und Raubzüge gewesen.
Im Jahre 1258 fanden hier die Unterhandlungen zwischen Alexander III. von Schottland und Heinrich III. von England wegen des Erbschaftsstreits um den schottischen Thron statt. Alexander III. heiratete 1285 in der Abtei Jedburgh. 1566 wohnte die Königin Maria Stuart für kurze Zeit in einem Haus der Stadt, in dem sich heute ein Museum befindet.
Charles Edward Stuart („Bonnie Prince Charlie“) führte 1745 seine jakobitische Armee von hier nach England und übernachtete ebenfalls in der Stadt. Die Burg wurde 1823 in ein Gefängnis umgebaut. 1868 wurde das Gefängnis aufgelassen und 1964 im Baustil von 1820 restauriert. Eine Zeitlang diente es der Scottish Youth Hostels Association als Jugendherberge, dann eröffnete hier das Jedburgh Castle Jail and Museum.

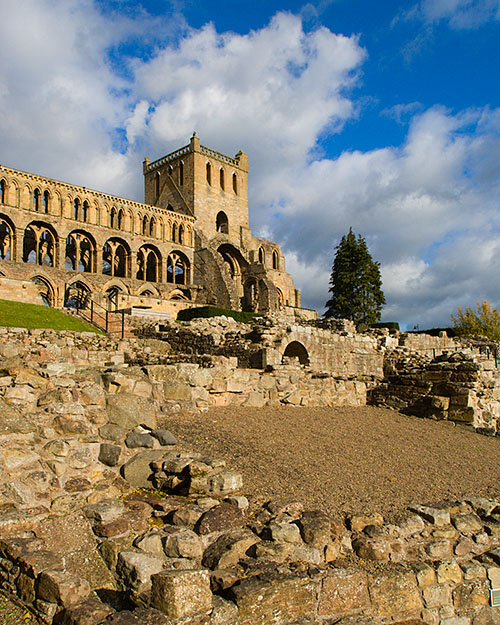
Jedburgh Abbey
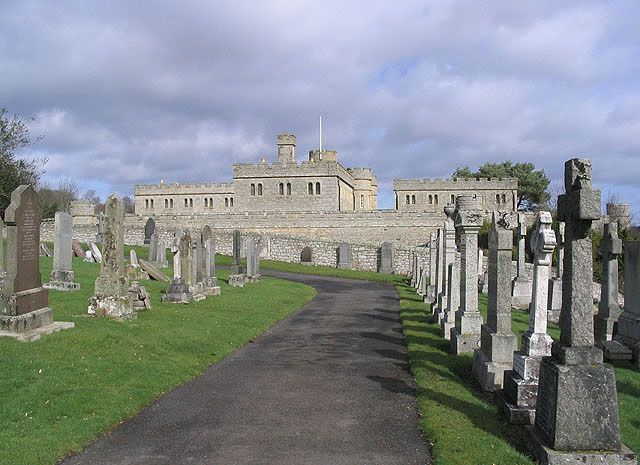
Jedburgh Castle mit Friedhof

## Persönlichkeiten
Die Astronomin und Mathematikerin Mary Somerville (1780–1872) wurde in Jedburgh geboren, ebenso der Physiker David Brewster (1781–1868), der Erfinder des Kaleidoskops und des dioptrischen Stereoskops.
Der Schriftsteller James Thomson (1700–1748), der den Text von „Rule, Britannia!“ verfasste, wurde in einem Nachbarort geboren und ging in Jedburgh zur Schule.

## Sport
Jedburgh ist der Sitze einer der ältesten und bekanntesten Mannschaften der Rugby Union, Jed-Forest RFC, sowie des Fußballklubs Jed Legion FC. Der örtliche Cricket-Club wurde um 1980 aufgelöst. Als einzige Stadt des Scottish Borders besitzt Jedburgh eine Dry ski slope (Kunststoff-Schipiste). Im Jed Water ist Kanufahren möglich, die Jedburgh Grammar School unterhält einen Klettergarten.

## Jethart Snails
Die Jethart Snails sind ein lokales Süßgebäck mit Minzgeschmack, das von französischen Kriegsgefangenen aus den napoleonischen Kriegen hierher gebracht worden sein soll. Die Snails werden ausschließlich im Brown Sugar Coffee Shop angeboten.